# Joan Wallach Scott
Pour les articles homonymes, voir Scott.
Joan Wallach Scott /d͡ʒoʊn ˈwɒlək skɑt/, née le 18 décembre 1941 à Brooklyn (New York), est une historienne américaine dont les travaux, initialement consacrés au mouvement ouvrier français, se sont orientés à partir des années 1980 vers l'histoire des femmes dans une perspective du genre. Elle a été initialement influencée par le marxisme et les mobilisations de gauche des années 1960, puis par le féminisme dans les années 1970, par la French Theory dans les années 1980 puis par la psychanalyse.

## Parcours universitaire
Joan Scott sort diplômée de l'université Brandeis en 1962. En 1969, elle obtient son doctorat de l'université du Wisconsin. Puis elle enseigne successivement à l'université de l'Illinois à Chicago, à l'université Northwestern, à l'université de Caroline du Nord à Chapel Hill, à l'université Rutgers et à l'université Johns-Hopkins. Après avoir brièvement occupé en 1984 le poste de directeur d'études associé à l'École des hautes études en sciences sociales, elle obtient en 1985 la chaire Harold F. Linder de l'Institute for Advanced Study. En janvier 2006, elle intègre le comité de rédaction de The Journal of Modern History.

## Travaux

### Histoire ouvrière et influence du marxisme
Les premiers travaux de Joan Scott ont porté sur la grève des verriers de Carmaux à la fin du XIXe siècle, elle y développe une analyse de l’événement sur le temps long afin de montrer que l’émergence d’une conscience de classe est liée à une constitution complexe de l’identité individuelle et collective mais n’est ni naturelle ni déterminée. Elle y emploie les outils conceptuels du marxisme sans en reprendre le déterminisme.

### Apport du féminisme (années 1970)
Au cours des années 1970, Joan Scott se tourne vers le féminisme, participant activement à l’essor du féminisme universitaire américain. Elle entame, avec sa collègue Louise Tilly, l’étude de la question peu documentée dans l’histoire du monde ouvrier, des femmes et du travail féminin. En analysant l’histoire du travail salarié féminin, ces deux chercheuses montrent la dimension asymétrique et sexuée du marché du travail. Elles placent leurs travaux dans une perspective subversive de lutte contre les structures sociales patriarcales : « ce que nous voulions en examinant ce passé, c’était déstabiliser le présent, défier les institutions patriarcales et les modes de pensée qui en appellent à la nature pour s’autolégitimer ».

### Apport du genre et de lafrench theory(années 1980)
Insatisfaite des limites du cadre conceptuel marxiste dans lequel s’inscrivait ses travaux pour comprendre la continuité historique des inégalités sexuelles, Joan Scott en appelle à une épistémologie plus vaste du processus de domination masculine. L’apport de la french theory au début des années 1980 l’incite à une historicisation des catégories, à une déconstruction des catégories d’« homme » et de « femme » qui organisent la société en un système binaire et inégalitaire. Dans cet esprit, elle étudie l’essentialisation des fonctions féminines durant le XIXe siècle (rôle maternel, ménager, etc.) et introduit la notion de genre dans son analyse des processus historiques de domination dans un article publié en 1986 dans l'American Historical Review (en) « Le genre : une catégorie utile de l'analyse historique » (Gender : a useful category of historical analysis), qui joua un rôle majeur dans l’émergence de l'histoire des femmes et du genre. Son ouvrage Gender and the politics of history est venu deux ans plus tard développer cet effort initial. Selon Joan Scott, le genre est non seulement « un élément constitutif des rapports sociaux fondé sur des différences perçues entre les sexes », mais aussi une « façon première de signifier des rapports de pouvoir », un champ de normes et de pratiques par le moyen duquel le pouvoir est articulé. Elle entame un questionnement critique sur l’emploi des catégories d’ « hommes » et de « femmes » dans la production du récit historique, dans la mesure où ces concepts véhiculent un jugement de valeur.

### Apport de la psychanalyse (années 1990)
Au cours des années 1990, Joan Scott intègre la psychanalyse à ses travaux sur le genre et l’Histoire, la considérant comme une « théorie pour faire progresser notre compréhension du dilemme insoluble que la différence sexuelle continue d’engendrer ». Elle introduit ainsi dans ses travaux les concepts hérités du freudisme d‘identification et de fantasme. Pour elle, le genre est le lieu d’une tension dans le processus d’identification de chaque individu et elle considère son étude comme l’étude des « relations entre le normatif et le psychique ». Selon la psychanalyste et universitaire Laurie Laufer, elle s’attache à déterminer les conditions de production historique des fantasmes qui conditionnent et solidifient les différences sexuelles.

### Étude du féminisme français
Elle s'est intéressée dans La Citoyenne paradoxale, paru en 1996 aux États-Unis, à l'histoire du féminisme français. Elle y met notamment en exergue la tension irréductible entre la valorisation de l'identité féminine et la revendication de l'égalité dans le positionnement stratégique des mouvements féministes à partir de la fin du XVIIIe siècle. Les femmes, bien que privées de droits politiques au nom de leur prétendue « nature », n'avaient souvent d'autres choix que de s'appuyer sur les qualités « naturelles » qu'on leur prêtait pour revendiquer un statut égal à celui des hommes.
Elle a également analysé de façon critique l’interdiction du port du voile islamique dans les écoles comme une manifestation des spécificités du républicanisme français.

## Interventions dans le débat public en France
Dans le contexte de l'affaire Dominique Strauss-Kahn et du débat sur l'identité nationale, Joan W. Scott a publié dans le quotidien Libération une tribune analysant ces sujets, intitulée « La séduction comme une théorie française ». Elle y développe l'idée selon laquelle un courant de pensée français a promu « l'attirance naturelle » entre les femmes et les hommes, illustrée par la séduction, comme modèle pour les rapports sociaux entre les sexes en niant la réalité des rapports de pouvoir entre les hommes et les femmes. Attaquées nommément par Scott, Claude Habib, Irène Théry et Mona Ozouf écrivent une tribune en retour pour défendre le « féminisme à la française ». À la suite de l'affaire Weinstein et de la loi sur le harcèlement de rue adoptée en août 2018 en France, Claude Habib ajoutait que, contrairement à ce qu'avance Scott, le galant homme « serviable, charmeur et toujours léger, est l’anti-Weinstein ».

## Œuvre

### Ouvrages parus en français
- Théorie critique de l'histoire. Identités, expériences, politiques, Paris, éditions Fayard, coll. « à venir »[15], 2009
- De l'utilité du genre, Paris, éditions Fayard, 2012

### Ouvrages traduits en français
- Les Verriers de Carmaux. La naissance d'un syndicalisme, Paris, Flammarion, 1982 Trad. de The glassworkers of Carmaux, Harvard university press, 1974[16].
- Avec Louise A. Tilly, Les Femmes, le travail et la famille, Paris, Rivages, 1987, rééd. 2002. Trad. de Women, work, and family, 1978.
- La Citoyenne paradoxale : les féministes françaises et les droits de l'homme, Paris, Albin Michel, 1998 Trad. de Only paradoxes to offer. French Feminists and the Rights of Man, Harvard University Press, 1996.
- Parité ! : l'universel et la différence des sexes, Paris, Albin Michel, 2005 Trad. de Parité ! Sexual equality and the crisis of french universalism, 2005.
- La Politique du voile, éditions Amsterdam, 2017 Trad. de The Politics of the Veil, Princeton University Press, 2007.
- La Religion de la laïcité, Flammarion, 2018 Trad. de Sex and Secularism, Princeton University Press, 2017.

### Ouvrages non traduits
- Gender and the Politics of History, New York: Columbia University Press, 1988; édition remaniée, 1999
- The Fantasy of Feminist History. Durham, Duke University Press, 2011.
- Knowledge, Power, and Academic Freedom, Columbia University Press, 2019

## Distinctions

### Prix
- 1974 : Prix Herbert Baxter Adams (en)[17]
- 1995 : Nancy Lyman Roelker Mentorship Award[18]
- 1999 : prix Hans Sigrist de l'Université de Berne[19]
- 2008 : Award for Scholarly Distinction[20]
- 2016 : prix Talcott Parsons de l'Académie américaine des arts et des sciences[21]

### Honneurs
- 2007 : doctorat honoris causa de l'université Harvard[22]
- 2022 : doctorat honoris causa de l'université Paris VIII-Vincennes—Saint-Denis[23]
- 2022 : Doctorat honoris causa de l'université de Liège[24].